# Legionella nautarum
Espèce
Legionella nautarum est une espèce de bactéries gram-négatives de la famille des Legionellaceae.

## Description
Les bactéries de l'espèce Legionella nautarum sont des bacilles gram-négatifs non mobiles , oxydase et catalase positives.

## Taxonomie
Le nom correct complet (avec auteur) de ce taxon est Legionella nautarum Dennis et al. 1993.

### Étymologie
L'étymologie de son nom d'espèce est la suivante : nau.ta.rum. L. gen. masc. pl. n. nautarum, des marins.